# Rubus geoides
Rubus geoides — вид квіткових рослин із родини трояндових (Rosaceae).

## Біоморфологічна характеристика
Це невелика багаторічна повзуча трав'яниста рослина (в Аргентині відома як дощова ягода), яка продукує червонуваті багатокістянки чудового смаку. Це рослина з простими блискучими листками. Насіння напівкулясте, блідо-коричневе, усереднено 2.6 мм завдовжки, 1.9 мм ушир, 1.3 мм завтовшки; поверхня насіння добре рельєфна, з помітними виїмками. Це волосиста рослина з довгими злегка колючими стеблами. Трійчасті листки з яйцювато-кулястими зморшкуватими, зубчастими листочками, кінцеві значно більші за бічні. Квіти поодинокі; пелюстки рожеві або білі.   

## Ареал
Зростає у Чилі (у т. ч. на Хуан-Фернандес), Аргентині, Фолклендських островах.